# Serravalle Pistoiese
Serravalle Pistoiese ist eine italienische Gemeinde mit 11.802 Einwohnern (Stand 31. Dezember 2023) in der Provinz Pistoia, in der Region Toskana.
Die Nachbargemeinden sind Lamporecchio, Larciano, Marliana, Monsummano Terme, Montecatini Terme, Pieve a Nievole, Pistoia und Quarrata.